# شای برادرز
شای برادرز یا «برادران خجالتی» (به انگلیسی: Shy Brothers) نام یک گروه دو نفره موسیقی الکترونیک می‌باشد. این گروه متشکل از دو برادر ایرانی الاصل به نامهای بنیامین شیر و مایک شیر می‌باشد که هر دو آهنگساز و دی جی و مقیم شهر ونکوور کانادا می‌باشند. این دو برادر موسیقی خود را در سبک تکنو و ترانس می‌سازند.

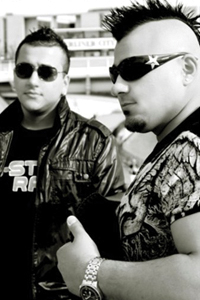
شای برادرز

آنها کار حرفه‌ای خود را در سال ۲۰۰۴ میلادی با تک‌آهنگی با نام "Nemesis" شروع نموده. این تک آهنگ در کانادا مورد استقبال فراوان قرار گرفت. این تک‌آهنگ با ریمیکس ”Dumonde aka JamX & DeLeon” بر روی صفحه دوازده اینچ وینیل در همان سال به بازار ارائه شد.
در سال ۲۰۰۷ میلادی، "شای برادرز" تک‌آهنگ "Midnight Funk" را به بازار عرضه نمود. این تک‌آهنگ به شهرت جهانی دست یافت و در اکثر رسانه‌های مهم موسیقی دنیا از جمله بی‌بی‌سی کانال یک , Kiss FM و DI FM پخش گردید. همچنین از موفقیت‌هایی این تک‌آهنگ رسیدن به رتبه دوم پرفروش‌ترین تک‌آهنگ‌های کمپانی Juno Records بود و همچنین به چهار ستاره در نشریه بین‌المللی IDJ دست یافت.
این سبب گردید تا پس از موفقیت تک‌آهنگ "Midnight Funk" به شهرت بیشتری دست یابند و همچنین در دنیا ی موسیقی "دنس" از پشتیبانی موسیقی دانانی بزرگ دنیا موسیقی الکترونیک همچون: عددی هالیول، فری کرستن، مارکو. و، مارکوس شولتز، مارکوس سشو، پول و دیک و سندر و دورن بهره‌مند شوند.
گفتنی است که تک‌آهنگ‌های "شای برادرز" به دست بزرگترین‌های عالم موسیقی الکترونیک از جمله دی جی اسکات پروجکت، و ایگور. اس، استون فیس ترمینال و ری: لکات، رمیکس شده. همچنین تک‌آهنگهای "D.M.F" , " Massiv" , "This Is Us"از سوی بزرگترین دی جی دنیا تیستو در برنامه Tiesto's Club Life 188 و Tiesto's Club Life 154 اجرا گردید.

## آزادی
آزادی نام تک‌آهنگیست از " شای برادرز" محصول آگوست ۲۰۱۰. این آهنگ همان‌طور که از نامش پیداست نشان دهندهٔ پشتیبانی آنها از موج آزادی‌خواهی و جنبش سبز ایران است. این تک‌آهنگ با شعار " ما همه نداییم "در سایت یوتیوب قرار گرفت.
برخی تک‌آهنگ‌های «شای برادرز» به شرح زیر می‌باشند
- ”Nemesis”
- ”My Mind/Good Morning”
- ”Lost Love”
- ”Electrified”
- ”Human Design”
- ”Morning Light”
- ”Feeling Like”
- ”Midnight Funk!”
- ”Nice & Dirty”
- ”Hook”
- ”D.F.M”
- ”Mystery”
- ”Shake Em'”
- ”Moscow Times”
- ”Azadi”
- ”This Is Us”

ریمیکس
- Richard Duggan & Joel Sellen - Metro
- Various - Cryonica Tanz V.۴
- DJ Res - 2 Hostess
- Igor S - Stop DJ
- Lee Haslam - Bad Boy
- Lisa Lashes - French Kiss
- Marcus Schössow & Robert Burian - Kofola (۲۰۱۰)
- Genix & Tigran Oganezov - Versus